# Lista de municípios de Querétaro
O estado mexicano de Querétaro
é composto de 18 Municípios.
.

| INEGI código | Município             | Área (km2) | População (2005) | Densidade populacional(/km2) | IDH (2000) |
| ------------ | --------------------- | ---------- | ---------------- | ---------------------------- | ---------- |
| 001          | Amealco               | 682.1      | 56,457           | 82.8                         | 0.6803     |
| 002          | Pinal de Amoles       | 705.37     | 25,325           | 35.9                         | 0.6659     |
| 003          | Arroyo Seco           | 731.17     | 12,493           | 17.1                         | 0.7029     |
| 004          | Cadereyta             | 1,131      | 57,204           | 50.6                         | 0.7074     |
| 005          | Colón                 | 807.15     | 51,625           | 64.0                         | 0.7036     |
| 006          | Corregidora           | 245.8      | 104,218          | 424.0                        | 0.8535     |
| 007          | Ezequiel Montes       | 298.28     | 34,729           | 116.4                        | 0.7534     |
| 008          | Huimilpan             | 388.4      | 32,728           | 84.3                         | 0.6824     |
| 009          | Jalpan de Serra       | 1,185.1    | 22,025           | 18.6                         | 0.7178     |
| 010          | Landa de Matamoros    | 840.1      | 18,905           | 22.5                         | 0.6606     |
| 011          | La Cañada             | 787.4      | 79,743           | 101.3                        | 0.7295     |
| 012          | Pedro Escobedo        | 290.9      | 17,007           | 58.5                         | 0.7598     |
| 013          | Peñamiller            | 694.9      | 56,553           | 81.4                         | 0.7023     |
| 014          | Santiago de Querétaro | 759.9      | 734,139          | 966.1                        | 0.8560     |
| 015          | San Joaquín           | 499        | 7,634            | 15.3                         | 0.6593     |
| 016          | San Juan del Río      | 799.9      | 208,462          | 260.6                        | 0.8035     |
| 017          | Tequisquiapan         | 343.6      | 54,929           | 159.9                        | 0.7827     |
| 018          | Tolimán               | 724.7      | 23,963           | 33.1                         | 0.7096     |